# Burg Steinhilben
Der Burg Steinhilben, auch Steinhaus genannt, ist eine abgegangene Burg in Steinhilben, einem Stadtteil von Trochtelfingen im Landkreis Reutlingen in Baden-Württemberg.
Vermutlich wurde die Burg, das „Steinhaus“, im 12. Jahrhundert von den erstmals 1247 erwähnten Herren von Steinhilben, einem Zweig der niederadligen Märheld von Wurmlingen erbaut. Nachdem der Steinhilbener Besitz wohl schon früh zur Herrschaft Trochtelfingen gekommen war, wurde er 1310 von den Grafen von Hohenberg an Württemberg verkauft. Gegen Ende des 14. Jahrhunderts stifteten die Herren von Steinhilben, teils als württembergisches Lehen, große Teile ihres Besitzes der Propstei Güterstein. Nach der Reformation und der Aufhebung Gütersteins war 1555 das „Steinhaus“ württembergisches Eigengut. Heute sind von dem ehemaligen Burghaus noch Teile der Ringmauer erhalten.